# No Sugar
A No Sugar erdélyi pop rock együttes. A zenekar neve alapvetően egy gagből ered, ám van tudatosság is a névválasztásnál: Bereczky Botond, a zenekar mára egyedül aktív alapító tagja ugyanis nem fogyaszt cukrot.

## Történet
2016-tól egy új időszámítás kezdődött a zenekar életében Portik Lívia „főhősnő” csatlakozásával. Az általuk követett zenei irány valahol a pop és a rock széles mezsgyéjén helyezkedik el, néhol líraibb dallamokkal átitatva, néhol pedig térdig gázolva a kemény rockba. Már ebben az évben elkészült első kislemezük, amelynek a Hiszek Benned cím adó szerzeménye, a 2016-os év LEGSZEBB ERDÉLYI MAGYAR DALA lett. Ugyanebben az évben megnyerték a Cseh Tamás Program pályázatát, amely támogatásának köszönhetően 2017 januárjában elkészült az első nagylemezük hangfelvétele.
A 2017-es évben számos fesztiválon, város- és falunapokon léptek fel, 2018 márciusától a Kowalsky meg a Vega vendégeként túrnéztak több magyarországi városban, ahol nagyon jó fogadtatásban részesült a zenekar, olyannyira, hogy a 2018-as őszi turnéra is visszahívást kaptak. 2018-ban megint magukénak tudhatták a LEGSZEBB ERDÉLYI MAGYAR DALA címet, a 25 év felettiek kategóriában, ezuttal az Egyetlenem című szerzeményükkel. 2019-ben A Súlytalanul című nyári slágerük több héten keresztül volt a Petőfi Rádió Top40- es listáján, elérve ott az első helyezést is, ezt követte a Tabula Rasa című dal, amely szintén több hétig volt az említett toplistán, majd a Gyönyörű háború is kedvelt sláger lett. Számos Magyarországi és Erdélyi rádió játssza immár rotációban a dalaikat. 2020 év elején jelent meg a második nagylemezük, Jégvirág címmel.
A No Sugar jelenlegi felállása:
Portik Lívia (ének),
Bereczky Botond (gitár, vokál),
Balázs Bence (billentyűk, vokál),
Balázs Zoltán (dobok)
Basilidesz László (basszusgitár)

## Diszkográfia
- Hiszek benned EP (2016)
- Pillanat LP (2017)
- Őrülj meg értem EP (2018)
- Jégvirág LP (2020)
- Dadog a szerelem LP (2024)

## Díjak, elismerések
- LEGSZEBB ERDÉLYI MAGYAR DALA cím (2016): Hiszek benned
- LEGSZEBB ERDÉLYI MAGYAR DALA cím, a 25 év felettiek kategóriában (2018) : Egyetlenem
- Petőfi Zenei Díj 2020: Az év akusztikus koncertje - JELÖLÉS